# La Folie Almayer
Ne doit pas être confondu avec La Folie Almayer (film).
La Folie Almayer : Histoire d'une rivière d'Orient (Almayer's Folly: a Story of an Eastern River) est le premier roman de Joseph Conrad, publié en 1895. Avec Un paria des îles et La Rescousse, il forme une trilogie, dite la Trilogie malaise, dont il est le premier volume dans l'ordre de rédaction, mais le dernier dans l'ordre chronologique du récit.

## Résumé
L'ensemble du roman se déroule dans un village nommé Sambir, au bord de la rivière Pantai. Dans la réalité, il s'agit du village de Tanjung Redeb, chef-lieu du Kabupaten de Berau, le long de la Rivière Berau, dans la province du Kalimantan oriental, sur la côte orientale de l'ile de Bornéo, en Indonésie (à l'époque colonie hollandaise dite des Indes orientales néerlandaises).
Sur la véranda de sa maison, surnommée la Folie Almayer, construite au bord d'une rivière des Indes orientales néerlandaises, Kaspar Almayer repense à sa jeunesse : jeune négociant hollandais, il a reçu l'appui du riche capitaine britannique Lingard, surnommé le Rajah-Laut, le « Roi de la mer ». Rapidement, Almayer a accepté d'épouser sans amour la fille adoptive malaise de Lingard, espérant hériter des biens et de la maison de commerce du capitaine, installée à Sambir, dans la jungle de Bornéo. Mais Lingard a perdu une bonne part de sa fortune à rechercher de l'or perdu dans les montagnes, et disparaît, alors que les entreprises d'Almayer ont une fâcheuse tendance à péricliter.
Almayer a eu avec son épouse une fille d'une grande beauté nommée Nina, qu'il chérit plus que tout. Après des années d'études à Singapour, Nina est revenue dans la maison de ses parents. À Sambir, elle rencontre un élégant dignitaire malais, Dain Maroola. Almayer tente d'obtenir l'aide de Dain pour retrouver l'or tant recherché par Lingard. Au lieu de cela, Dain, contre la volonté d'Almayer, épouse Nina et quitte Sambir avec elle. Le départ de Nina et de tout espoir de richesse anéantit Almayer qui demeure seul dans sa maison décrépite, n'attendant plus que la mort.

## Genèse de l'œuvre
Conrad commence à écrire La Folie Almayer en 1889, alors qu'il est à Londres et attend un nouveau commandement qui tarde à venir. Un matin, il fait débarrasser la table du petit-déjeuner et se met à écrire, sans avoir d'idées bien précises sur ses intentions. D'après ses Souvenirs personnels, il ne pensait pas écrire une histoire, mais pensait à cet homme, Charles William Olmeijer, qu'il avait rencontré deux ans plus tôt à Bornéo.
L'écriture du roman est entrecoupée de quelques voyages (Pologne en 1890, Congo, Suisse en 1891, Australie) et avance plus ou moins vite : les feuilles du chapitre 3 présentent des indices de distraction (dessins, noms et initiales écrits à de nombreuses reprises) ; Conrad a également des doutes sur l'intérêt de son histoire, et il fait lire, en 1892, un premier manuscrit à un certain W. H. Jacques auquel il demande si cela vaut la peine de terminer le récit. S'il écrit plus rapidement les chapitres suivants en 1893, il termine dans la souffrance le chapitre XI, qui lui a demandé plusieurs mois, vers mars ou avril 1894, et il travaille péniblement au remaniement des derniers chapitres. Le 24 avril 1894, il annonce à Marguerite Poradowska qu'il a terminé le livre.
Le manuscrit est ensuite révisé avec l'aide de plusieurs des amis de Conrad, comme Edward Lancelot Sanderson et Ted Sanderson, qui lui suggèrent quelques modifications, dont certaines ont sans doute pour but d'éliminer les gallicismes du texte.
Conrad envoie le manuscrit en juillet 1894 à un éditeur (T. Fisher Unwin) qu'il a choisi au hasard. Mais la réponse tarde, et il demande à récupérer son œuvre ; l'éditeur lui apprend alors que la Folie Almayer est acceptée, à un prix très faible que Conrad accepte. La rencontre de Conrad avec le lecteur de la maison d'édition, Edward Garnett, est déterminante puisque celui-ci persuade l'écrivain d'abord réticent de poursuivre sa carrière de romancier.
Conrad retravailla le texte jusqu'à sa dernière édition dans les Œuvres complètes en 1923. Le texte d'origine comportait de nombreuses bizarreries et incorrections grammaticales qui lui furent reprochées, et, perfectionniste, il apporta jusqu'à plusieurs centaines de corrections pour la dernière édition.

## Accueil critique
En Angleterre, l'accueil critique fut très favorable et élogieux. Plusieurs quotidiens, comme le Scotsman et le Daily Chronicle, encouragent vivement Conrad à poursuivre sa carrière de romancier. Le livre reçoit des critiques positives de la part de personnalités prestigieuses : H. G. Wells place Conrad parmi les plus grands conteurs de l'époque, et T. P. O'Connor, journaliste et membre du parlement, qualifie le roman de splendide, d'unique et d'étonnant dans le plus long compte-rendu écrit sur cette œuvre. Aux États-Unis, l'enthousiasme est moins vif, mais la critique est tout aussi positive.
Mais cet accueil unanime n'est pas synonyme de succès de librairie, puisque le livre se vend très peu. Ainsi la troisième édition paraît-elle seulement sept ans plus tard. Cependant, au fil du temps, la Folie Almayer finira par devenir un grand succès.

## L'écriture de Conrad
La Folie Almayer est le premier roman d'un auteur qui n'écrit pas dans sa langue maternelle, et des critiques et des commentateurs ont relevé certaines caractéristiques particulières au style conradien dans cette œuvre d'un écrivain débutant. La manière dont Conrad narre son histoire démontre son talent : le texte possède une certaine emphase, beaucoup de vivacité, et il est, selon Wells, extrêmement bien imaginé. Mais, selon Ian Watt, ces qualités de la narration sont produites par des procédés qui peuvent parfois apparaître maladroits et lourds, et, dans certains cas, ils ne sont pas sans rapport avec des difficultés à maîtriser la grammaire de l'anglais.
L'emphase du récit est ainsi produite par de nombreuses répétitions qui, elles-mêmes, sont renforcées par l'usage inhabituel en anglais de l'adjectif démonstratif et par l'accompagnement systématique des noms par au moins un adjectif (souvent trois), ce dernier point caractérisant le style du premier Conrad. Ian Watt remarque également quelques difficultés concernant le vocabulaire, l'ordre des mots et les prépositions. Dans l'ensemble, selon ce commentateur, l'idiosyncrasie du style de Conrad peut être expliquée par sa langue maternelle, le polonais, mais aussi, dans une large mesure, par sa deuxième langue, le français, à laquelle Conrad emprunte par exemple l'utilisation du démonstratif.

## Éditions/traductions
- Almayer's Folly: a Story of an Eastern River, T. Fisher Unwin, London, 1895 (fac-similé)
- La Folie-Almayer, trad. de Geneviève Séligmann-Lui, éd. de la Nouvelle revue française, 1919
- La Folie Almayer, trad. de l'anglais par Anne-Marie Soulac, in Œuvres, tome I, Bibliothèque de la Pléiade, 1982 (réédité seul en Collection Folio)
- La Folie Almayer, trad. par Odette Lamolle, éd. Autrement, 2000

## Adaptations
- « La Folie Almayer » (présentation de l'œuvre), sur l'Internet Movie Database, téléfilm de Vittorio Cottafavi, 1973
- La Folie Almayer, film de Chantal Akerman, 2011, avec Stanislas Merhar dans le rôle principal
- « Hanyut / Almayer's Folly » (présentation de l'œuvre), sur l'Internet Movie Database, film malais de U-Wei Haji Saari, 2011
- La Folie Almayer, tableau de René Magritte, 1951, huile sur toile 80 x 60 cm, collection particulière, Londres